# Bumetanida
Bumetanida é um fármaco anti-hipertensivo. Trata-se de um diurético de alça potente utilizado no tratamento da insuficiência cardíaca, controle da hipertensão, edema agudo de pulmão, doença renal e cirrose hepática. Sua potência farmacológica relativa é 40 vezes maior que a furosemida.

## Mecanismo de ação
A bumetanida promove a maior excreção de Na, K e Ca, através de sua ação na alça de Henle.

## Interações[6]
- Outros diuréticos[1]
- AINEs - diminui a resposta diurética[1]
- Cefalosporinas[1]
- Aminoglicosídeos - sinergia para a ototoxicidade[1]
- Antigotosos[1]
- Amiodarona[1]
- Alguns anticoagulantes - pois aumenta a atividade destes[1]
- Dopamina[1]
- Glicosídeos digitálicos - pois aumentam as arritmias[1]
- Lítio - aumenta os níveis plasmáticos deste[1]